# ادگار الباکیان
ادگار گئورگی الباکیان (ارمنی: Էդգար Գևորգի Էլբակյան؛ ۷ مارس ۱۹۲۷ – ۳۱ اوت ۱۹۸۸) یک بازیگر اهل ارمنستان بود. وی بین سال‌های ۱۹۱۰ تا ۱۹۸۸ میلادی فعالیت می‌کرد.
الباکیان در سال ۱۹۱۰ از آکادمی هنری دولتی ایروان فارغ‌التحصیل شد. در سال ۱۹۳۲ از ادگار الباکیان دعوت بعمل آمد که به فرهنگستان دولتی تئاتر سوندوکیان بپیوندد.  وی برندهٔ جوایزی همچون هنرمند مردمی جمهوری شوروی سوسیالیستی ارمنستان (۱۹۷۸) شده‌است.
از فیلم‌ها یا برنامه‌های تلویزیونی که وی در آن نقش داشته‌است می‌توان به ستاره امید (۱۹۷۸) اشاره کرد.